# 大阪朝鮮第四初級学校
大阪朝鮮第四初級学校（おおさかちょうせんだいよんしょきゅうがっこう、오사까조선제4초급학교）は、大阪市生野区にある朝鮮学校。学校法人大阪朝鮮学園が運営していた。2023年廃校。
生野区の北西部を校区とし、学校は生野コリアタウンの南側に立地している。日本の小学校および幼稚園に相当する教育を行っているが、学校教育法における非一条校であるため各種学校扱いである。

## 沿革
太平洋戦争の終戦に伴い、朝鮮人児童へ朝鮮語を教える国語講習所が開設された。国語講習所を母体として、1946年に朝聯生野第1小学校（鶴橋）・朝聯生野第9小学校（勝山）・朝聯生野第10小学校（御幸森）が創立した。
生野第10小学校は1947年4月11日に現在地に校舎が落成し、御幸森朝鮮小学校へ改称した。また鶴橋・勝山の両校は1947年に合併し、鶴橋朝鮮初等学院と称した。
しかし朝鮮学校閉鎖令の影響により、1949年には閉鎖を余儀なくされた。
1952年9月に御幸森朝鮮小学校として再建し、1961年には東大阪朝鮮第四初級学校へと改称した。1991年には現在の校名・大阪朝鮮第四初級学校へと改称している。
2022年度を最後に生野朝鮮初級学校と合併し廃校予定。全盛期の1割以下に減った生徒数と財政難、施設の老朽化が理由。
2023年3月に閉校。　その様子と過程をまとめたドキュメンタリー番組が、NHKのETV特集「チェーサーが終わる日」で2023年8月に放映された。

## 生徒数
2016年7月の時点で99人

## 交通
- 桃谷駅（大阪環状線）北東へ約1.1km。
- 鶴橋駅（大阪環状線・近鉄・Osaka Metro千日前線）南東へ約1.2km。